# The Adventures of Johnny Cash
The Adventures of Johnny Cash è il quarantaduesimo album in studio del cantante country statunitense Johnny Cash, pubblicato nel 1982.

## Tracce
1. Georgia on a Fast Train (Billy Joe Shaver) – 2:34
2. John's (Joseph Allen) – 3:33
3. Fair Weather Friends (Joseph Allen, Johnny Cash) – 2:51
4. Paradise (John Prine) – 3:10
5. We Must Believe in Magic (Bob McDill, Allen Reynolds) – 2:28
6. Only Love (Roger Cook, Sandy Mason, John Prine) – 3:18
7. Good Old American Guest (Merle Haggard) – 3:20
8. I'll Cross Over Jordan (Peck Chandler) – 2:47
9. Sing a Song (Tommy Cisco) – 2:51
10. Ain't Gonna Hobo No More (Don Devaney) – 3:15